# اندیس آهن سمسور۱
آهن سمسور۱ یک اندیس فلزی است که در حوالی شهر کورین استان سیستان و بلوچستان قرار دارد و مادهٔ معدنی موجود در آن، آهن است.  